# Нельговський Василь Олексійович
Василь Олексійович Нельговський (1873 — 1924?) — генерал-хорунжий Армії УНР.

## Життєпис
Станом на 1 січня 1910 року — підпоручик, молодший офіцер 9-ї роти 47-го піхотного Українського полку (Вінниця), у складі якого брав участь у Першій світовій війні, нагороджений  Георгіївською зброєю (10 листопада 1915, за бій 14 січня 1915) та орденом Святого Георгія IV ступеня (20 листопада 1915, за бій 9 березня 1915). Останнє звання в російській армії — підполковник.
З 1918 року — на українській військовій службі. Був Харківським губернським комендантом.
1919 року — начальник штабу 12-ї Київської дивізії Армії УНР у званні полковника.
Учасник Першого Зимового походу — командир Збірної бригади Київської дивізії. У 1920 році — помічник начальника 4-ї Київської стрілецької дивізії Армії УНР.
У 1921 році — командир окремої партизанської групи (60 бійців), яка у ніч проти 20 вересня 1921 року під час Другого зимового походу перетнула радянський кордон та успішно партизанила на Поліссі до кінця листопада 1921 року. Після отримання відомостей про розгром повстанської армії Юрія Тютюнника група повернулася до Польщі.
У 1923 році відмовився від пропозиції Ю. Тютюнника долучитися до компрометації Головного Отамана.
Подальша доля невідома. Імовірно, помер у Каліші (1924 року).

## Цікаві факти
«Середнього зросту, ставний, у чорному костюмі, френч відкритий, біла сорочка з краваткою, шатен, голений, вуса англійські, очі темно-сірі, ніс прямий, вираз обличчя симпатичний», — таким у 1921 році описував Василя Нельговського у своєму звіті агент ЧК Сергій Даниленко.